# Parascyllium ferrugineum
Parascyllium ferrugineum McCulloch, 1911 è uno squalo appartenente alla famiglia Parascylliidae, endemico dell'Australia meridionale.

## Descrizione
Questo squalo si differenzia dagli altri membri della propria famiglia poiché il corpo, che può raggiungere gli 80 cm di lunghezza, è più snello e ricoperto da macchie nere, che partono dalla testa e arrivano fino alla pinna caudale. ventre e dorso hanno un colorito verde-grigiastro. in questa specie si osserva uno spiccato dimorfismo sessuale: il peso nei maschi è di circa 30 kg, mentre le femmine, più piccole, raggiungono i 25 kg.

## Biologia

### Alimentazione
Durante il giorno si riposa nei crepacci del fondale marino, mentre di notte esce allo scoperto per catturare molluschi e crostacei.

### Riproduzione
La riproduzione è ovipara: le femmine depongono le uova in estate vicino alle barriere coralline, laddove i predatori faticano a trovarle.

## Distribuzione e habitat
La specie si rinviene esclusivamente lungo le coste meridionali dell'Australia (Australia Meridionale, Tasmania, Victoria, Australia Occidentale).
Si trova nella piattaforma continentale a una profondità di circa 150 m, nelle barriere coralline e negli estuari.